# Chuck Andrus
Chuck Andrus (* 17. November 1928 in Holyoke (Massachusetts); † 12. Juni 1997 in Boca Raton, Florida) war ein US-amerikanischer Jazzmusiker (Kontrabass).

## Leben und Wirken
Andrus wuchs in New England auf und war ein Jugendfreund der Jazzmusiker Hal Serra, Joe Morello, Sal Salvador und Phil Woods, genannt die Springfield Rifles. Mit ihnen entstanden Ende 1947 auch erste Aufnahmen, wiederveröffentlicht als Bird’s Eyes, Last Unissued, Vol. 7: Phil Woods & His Pals (Philology). Ab den 1950er-Jahren lebte er in New York City, wo er an der Manhattan School of Music studierte. Ab 1953 spielte er bei Charlie Barnet, dann bei Claude Thornhill und Terry Gibbs. Plattenaufnahmen entstanden in dieser Zeit u. a. mit Herbie Mann, John Williams, Jim Chapin, Don Stratton, Bernard Peiffer und 1958 mit Ray McKinley und dem New Glenn Miller Orchestra (Ghost Band). In den 1960er-Jahren spielte er mit Dick Ruedebusch; 1962 gehörte er dem Quartett von Woody Herman an, von 1963 bis 1965 seinem Orchester, als Solist zu hören in der von Nat Pierce arrangierten Fassung des Ellington-Titels Satin Doll (1963). Andrus trat er mit der Swinging Herd u. a. auch 1963 in der TV-Musiksendung Jazz Casual auf; 1964 tourte er mit Herman in England. Im Bereich des Jazz war er von 1947 bis 1965 an 31 Aufnahmesessions beteiligt. In den folgenden Jahren arbeitete er zunächst als freischaffender Musiker in New York, bevor er in seine Heimatstadt zurückkehrte, um im Hauptberuf in einem Rechtsanwaltsbüro zu arbeiten. Ab 1993 bis zu seinem Tod lebte er in Florida.